# Фезан
Фезан (лат. Phasania, арап.  [], берб. Fezzan) је историјска регија на северу Африке. Географски, то је југозападни део Либије и бивша провинција или држава Либије (уз Киренаику и Триполитанију) у административном систему од пре 1970-их.
Године 2006. у Фезану је живело 442.090 људи, или 7,8% становништва земље. Становништво чине: Арапи, Бербери и номадски Туарези и Тубуи.
Област углавном сачињава пустиња са великим пешченим динама (ергови). Остатак покривају планине, висоравни и сува речна корита (вади). Ретка насеља у оазама опстају у окружењу за живот непогодне сахарске пустиње.

## Историја
У време Римљана Гарамантско царство на територији Фезана је била држава-посредник у трговини са подсахарском Африком. Значај ове области и њено становништво су опали током Средњег века због економске кризе и ширења пустиње. Од 17. века до 1911. овде су владали Турци. Године 1911. сменили су их Италијани, 1943. Французи, али нико није успоставио потпуну власт над овом племенском територијом. Фезан се 1951. прикључио Краљевини Либији.